# لورنس شهلایی
لورنس شهلائی (به انگلیسی: Laurence Shahlaei) از قوی‌ترین مردان جهان در حال حاضر است.

## تبار ایرانی
لورنس شهلائی در سال ۱۳۶۰ در چلتنهام انگلیس از مادری اهل نیوکاسل و پدری ایرانی اهل کرمانشاه متولد شده‌است.

## افتخارات
او قهرمان چندین دوره مسابقات قوی‌ترین مردان جهان در انگلیس است و صاحب لقب قوی‌ترین مرد بریتانیا است.